# Slat

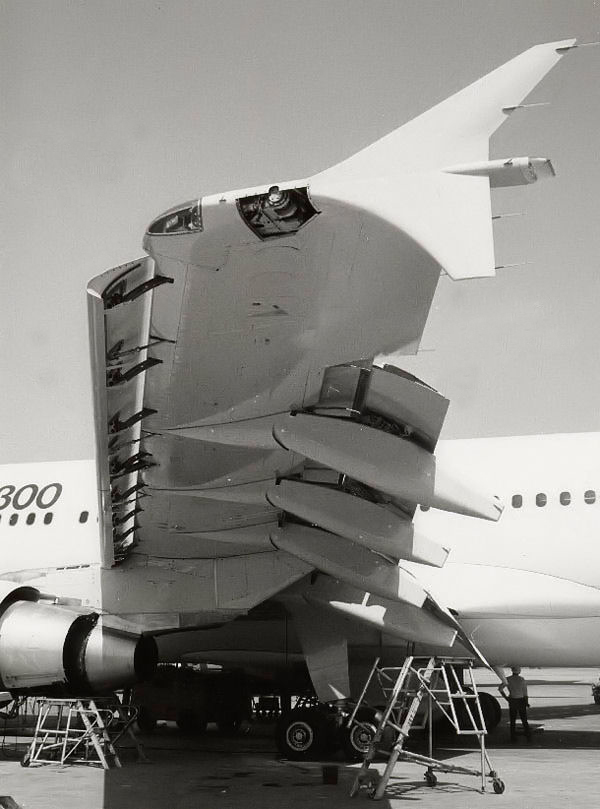
Aan de voorkant van de vleugel: uitgeschoven slats van een Airbus A300

Slats (in het Nederlands vleugelvoorrandkleppen) zijn welvingskleppen aan de voorrand van een vliegtuigvleugel.
Uitgeschoven slats verhogen de liftcoëfficiënt, hierdoor kan bij een hogere invalshoek met een lagere snelheid gevlogen worden, zonder dat de vleugel overtrokken raakt. Om deze reden worden de slats gebruikt bij het starten en landen. Doordat er met lagere snelheid gevlogen kan worden is de manoeuvreerbaarheid van het vliegtuig hoger en is de grondsnelheid waarmee het vliegtuig landt lager. De lagere grondsnelheid zorgt voor een kleinere benodigde baanlengte.
Tijdens de kruisvlucht worden de slats ingeschoven om de luchtweerstand zo klein mogelijk te houden. Een voordeel van slats boven welvingskleppen aan de vleugelachterrand is dat ze bij eenzelfde liftcoëfficiëntverhoging minder extra luchtweerstand opleveren.

## Werking
Een uitgeklapte slat verlaagt de onderdrukpiek en dus het drukverval (drukverhoging in de stromingsrichting) achter de vleugelvoorrand. Dit voorkomt grenslaagloslating (grenslaag is het klevende stukje lucht dat ervoor zorgt dat een vleugel omhoog wil), waardoor de kritische invalshoek wordt verhoogd. 